# Hořátev
Hořátev település Csehországban, a Nymburki járásban. Hořátev Písty, Písková Lhota, Kostelní Lhota, Kovanice, Zvěřínek és Nymburk településekkel határos. Lakosainak száma 807 fő (2024. január 1.).

## Népesség
A település lakosságának változását az alábbi diagram mutatja:
| Lakosok száma | 448  | 545  | 682  | 659  | 615  | 611  | 786  | 822  | 800  | 807  |
|               | 1869 | 1890 | 1921 | 1950 | 1980 | 2001 | 2017 | 2019 | 2022 | 2024 |